# Jerez de García Salinas
Jerez de García Salinas est une ville mexicaine, chef-lieu de la municipalité de Jerez dans l'État de Zacatecas.
Elle est située dans le centre de cet état, à 56 km au sud-ouest de la ville de Zacatecas, et revêt une importance touristique et culturelle.

## Toponymie
Le nom « Jerez » vient de « Xerez » et lui a été donné par les conquistadors espagnols du XVIe siècle à case de la ressemblance des lieux avec Jerez de la Frontera.